# Zelotes bicolor
Zelotes bicolor är en spindelart som beskrevs av Hu och Wu 1989. Zelotes bicolor ingår i släktet Zelotes och familjen plattbuksspindlar. Inga underarter finns listade i Catalogue of Life.